# Ченаде (Алба)
Ченаде (рум. Cenade) насеље је у Румунији у округу Алба у општини Ченаде. Oпштина се налази на надморској висини од 417 m.

## Историја
Према државном шематизму православног клира Угарске 1846. године је у месту "Сас Чанад" живело 113 породица, са додатних 31 из филијале Фаркаштелке и 71 из Кишкерека. Православни парох је тада поп Василије Мановић.

## Становништво
Према подацима из 2002. године у насељу је живело 1015 становника.

### Попис2002.
| Расподела становништва по националности 2002.‍ | Расподела становништва по националности 2002.‍ | Расподела становништва по националности 2002.‍ | Расподела становништва по националности 2002.‍ | Расподела становништва по националности 2002.‍ |
| --------------------------------------------- | --------------------------------------------- | --------------------------------------------- | --------------------------------------------- | --------------------------------------------- |
|                                               |                                               |                                               |                                               |                                               |
| Румуни                                        | Румуни                                        |                                               | 889                                           | 87,8%                                         |
| Мађари                                        | Мађари                                        |                                               | 8                                             | 0,8%                                          |
| Роми                                          | Роми                                          |                                               | 54                                            | 5,3%                                          |
| Украјинци                                     | Украјинци                                     |                                               | 3                                             | 0,3%                                          |
| Немци                                         | Немци                                         |                                               | 59                                            | 5,8%                                          |

### Хронологија
| Година       | 1992 | 1993 | 1994 | 1995 | 1996 | 1997 | 1998 | 1999 | 2000 | 2001 | 2002 | 2003 | 2004 | 2005 | 2006 | 2007 | 2008 | 2009 | 2010 | 2011 | 2012 | 2013 | 2014 | 2015 | 2016 | 2017 |
| ------------ | ---- | ---- | ---- | ---- | ---- | ---- | ---- | ---- | ---- | ---- | ---- | ---- | ---- | ---- | ---- | ---- | ---- | ---- | ---- | ---- | ---- | ---- | ---- | ---- | ---- | ---- |
| Становништво | 1144 | 1073 | 1048 | 1025 | 1032 | 1023 | 1008 | 1010 | 995  | 993  | 993  | 996  | 1002 | 1001 | 996  | 1000 | 1002 | 991  | 980  | 966  | 992  | 999  | 999  | 998  | 976  | 970  |